# Matthew McConaughey
Matthew David McConaughey (ur. 4 listopada 1969 w Uvalde) – amerykański aktor, reżyser, scenarzysta i producent filmowy. Laureat Oscara dla najlepszego aktora pierwszoplanowego za film Witaj w klubie.
W 2014 został uhonorowany gwiazdą na Alei Gwiazd w Los Angeles.

## Życiorys

### Wczesne lata
Urodził się w Uvalde w Teksasie jako najmłodszy syn Mary Kathleen (z domu McCabe; ur. 1930), nauczycielki wychowania przedszkolnego i pisarki, i Jamesa Donalda „Jima” McConaugheya (ur. 12 czerwca 1922, zm. 17 sierpnia 1992 na zawał serca), właściciela stacji benzynowej, a wcześniej zawodnika jednej z najlepszych amerykańskich drużyn futbolowych – Green Bay Packers. Jego rodzina miała pochodzenie irlandzkie, angielskie, szkockie, niemieckie, szwedzkie i walijskie. Rodzice McConaugheya pobrali się trzy razy, dwukrotnie się rozwiedli. Wychował się w chrześcijańskiej rodzinie. Jego rodzice byli metodystami i imię (Matthew – Mateusz), które dali synowi zaczerpnęli z Biblii. Dorastał w miejscowości Longview w Teksasie wraz z dwoma braćmi: Michaelem (ur. 2 sierpnia 1954 w Houston), który był adoptowany i Patrickiem "Patą" (ur. 1962).
W autobiograficznej książce Greenlights wyznał, że gdy miał 15 lat, został zmuszony do odbycia stosunku seksualnego, a jako 18–latek został zgwałcony przez starszego mężczyznę.
W 1988 ukończył Longview High School, gdzie grał w golfa i w tenisa. W 1988 wyjechał do Australii w ramach wymiany uczniów organizowanej przez Rotary Foundation i przez jakiś czas przyjął australijski akcent. Przebywał tam rok, imając się różnych zajęć, m.in. pracował jako pomywacz i pomocnik rolny. Po powrocie do ojczyzny rozpoczął w 1989 studia na University of Texas w Austin – początkowo na wydziale prawa, a następnie – komunikacji i mediów. W 1993 uzyskał na nim licencjat w dziedzinie radia, telewizji i filmu.

### Kariera

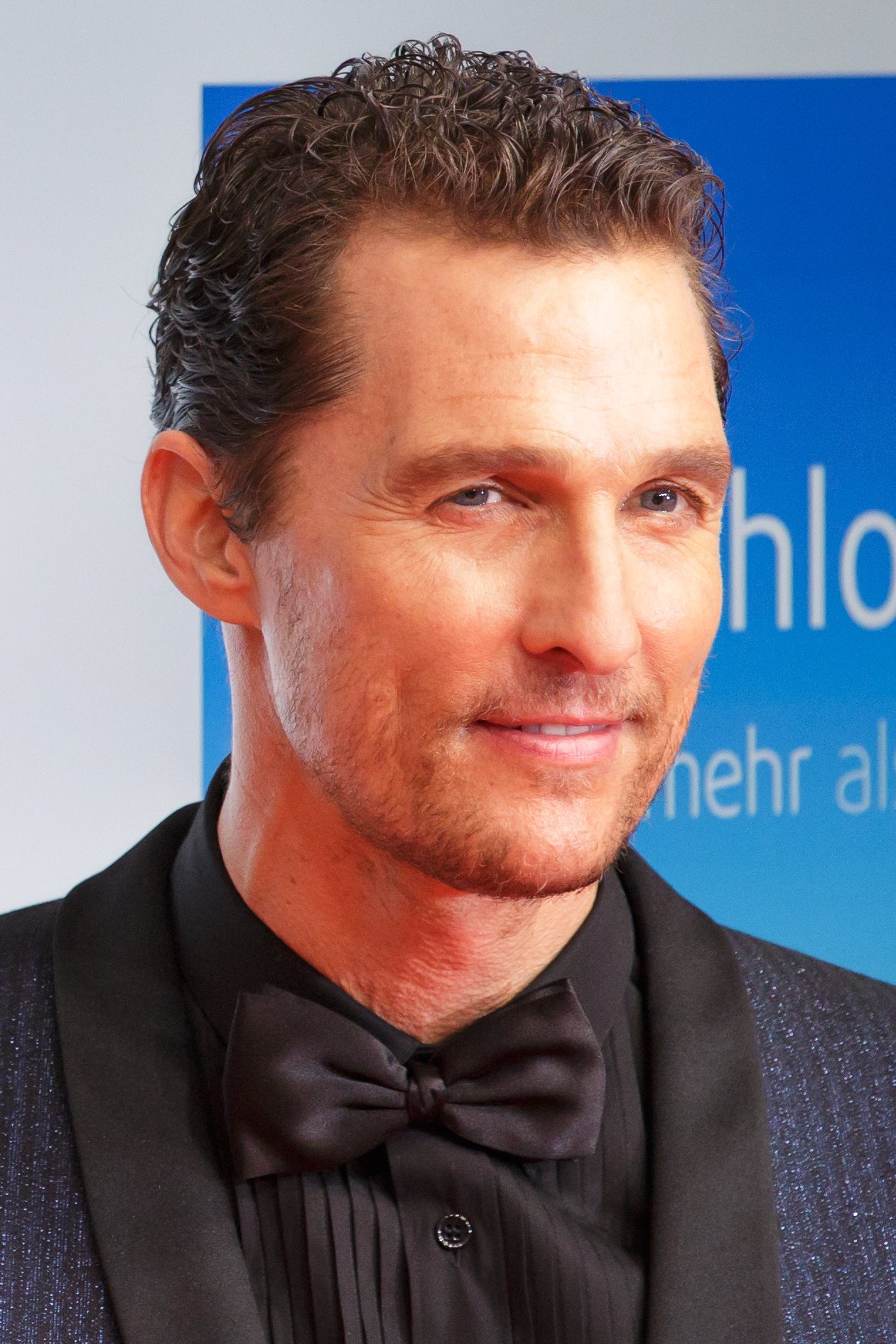
Matthew McConaughey (2014)

Na początku lat 90. XX w. brał udział w reklamach telewizyjnych, m.in. piwa. Po występie w wideoklipie Trishy Yearwood i Dona Henleya do piosenki „Walkaway Joe” (1992), pojawił się gościnnie jako Larry Dickens w serialu NBC Niewyjaśnione tajemnice (Unsolved Mysteries, 1992). Jego debiutem kinowym był epizod w czarnej komedii Mój chłopak zombie (My Boyfriend's Back, 1993) u boku Mary Beth Hurt, Matthew Foxa i Philipa Seymoura Hoffmana. W swoim drugim filmie – komediodramacie Uczniowska balanga (Dazed and Confused, 1993) z udziałem Jasona Londona, Adama Goldberga, Milli Jovovich i Bena Afflecka – miał wypowiedzieć krótką kwestię i zniknąć, lecz dzięki zdolnościom improwizacyjnym, fotogeniczności i poczuciu humoru, jego rola przemądrzałego nieudacznika Woodersona znacznie się rozrosła. Po przeprowadzce do Hollywood otrzymał wiele propozycji filmowych, w tym w komedii familijnej fantasy Anioły na boisku (Angels in the Outfield, 1994) u boku Danny’ego Glovera, horrorze Kima Henkela Teksańska masakra piłą mechaniczną: Następne pokolenie (The Return of the Texas Chainsaw Massacre, 1995) i komediodramacie Herberta Rossa Chłopaki na bok (Boys on the Side, 1995) z Whoopi Goldberg.
Kandydował do kilku ról, w tym jako Jack Dawson w Titanicu, tytułowej w Szakalu i jako Alex Shaw w Speed 2: Wyścigu z czasem|. John Sayles zaangażował go do roli Buddy’ego Deedsa, ojca szeryfa (Chris Cooper) w retrospekcjach w dramacie Na granicy (Lone Star, 1996), nominowanym do Oscara za najlepszy scenariusz oryginalny. Przełomem w jego karierze okazała się kreacja adwokata Jake’a Brigance’a w przebojowej adaptacji bestsellerowej powieści Johna Grishama Czas zabijania (A Time to Kill, 1996) z Sandrą Bullock i Samuelem L. Jacksonem, a za którą otrzymał MTV Movie Award jako najbardziej obiecujący debiut. Po nakręceniu Czasu zabijania podróżował po Peru.
W 1997 odebrał nagrodę specjalną Lone Star Fil & Television, przyznaną przez krytyków w Dallas w Teksasie. Za rolę teologa New Age, doradcy głównej bohaterki granej przez Jodie Foster w filmie fantastycznonaukowym Roberta Zameckisa Kontakt (Contact, 1997) oraz jako jeden z członków załogi amerykańskiego okrętu podwodnego w dramacie wojennym U-571 (2000) zdobył nominację do nagrody Blackbuster Entertainment.
W 1998 zadebiutował jako reżyser i scenarzysta 20-minutowym filmem The Rebel, w którym zagrał też główną rolę. Rok później założył firmę producencką J.K. Livin' (skrót od „just keep living”), która podpisała kontrakt z wytwórnią Warner Bros. Wystąpił w teledyskach Johna Cougara Mellencampa „Key West Intermezzo” (1996) i Trishy Yearwood „Walkaway Joe” (1997). Choć zagrał w różnorodnym repertuarze, to do serc fanów trafia jako bohater komedii romantycznych: Powiedz tak (2001) z Jennifer Lopez, Jak stracić chłopaka w 10 dni (2003) z Kate Hudson czy Miłość na zamówienie (2006) z Sarah Jessicą Parker. W 2005 został uznany za „Najseksowniejszego mężczyznę na świecie” według magazynu „People”, a w 2006 roku został uznany za jednego z najgorętszych kawalerów magazynu „People”.

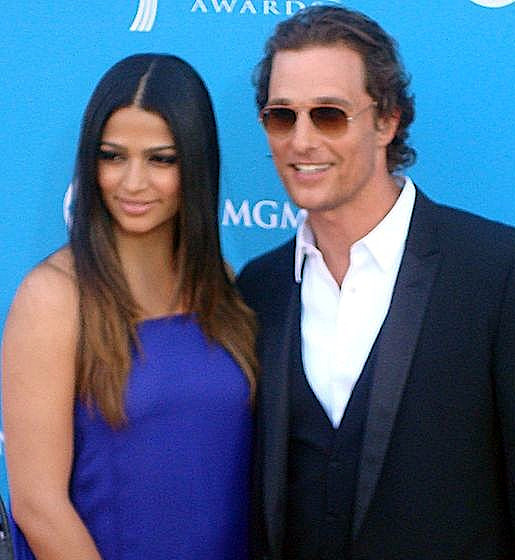
Matthew McConaughey z Camilą Alves (2010)

Rola Dallasa, chciwego biznesmena i pewnego siebie mentora młodego tancerza (Channing Tatum), właściciela klubu ze striptizem Tampa na Florydzie w przebojowym komediodramacie Stevena Soderbergha Magic Mike (2012) przyniosła mu Independent Spirit Awards. Za rolę Joego Coopera, policjanta z Dallas, który jest również płatnym zabójcą w dreszczowcu Williama Friedkina Zabójczy Joe (Killer Joe, 2011) zdobył Nagrodę Saturna w kategorii najlepszy aktor. Zebrał znakomite recenzje, Złoty Glob i nagrodę Oscara dla najlepszego aktora pierwszoplanowego za postać zainfekowanego wirusem HIV jeźdźca rodeo i kanciarza w dramacie biograficznym Jeana-Marca Vallée Witaj w klubie (Dallas Buyers Club, 2013).
Był na okładkach magazynów takich jak „Glamour”, „Details”, „Marie Claire”, „Men’s Health”, „InStyle”, „Men’s Fitness”, „Variety”, „Interview”, „Time”, „People”, „GQ”, „Entertainment Weekly”, „TV Guide”, „Zwierciadło”, „Esquire”, „Vanity Fair”, „Men’s Journal” i „The Hollywood Reporter”.

## Życie prywatne
W 2006 poznał brazylijską modelkę Camilę Alves, z którą się związał w maju 2007. McConaughey i Alves zaręczyli się 25 grudnia 2011. 9 czerwca 2012 wzięli ślub podczas prywatnej ceremonii katolickiej w Austin w Teksasie, gdzie mieszkają. Mają troje dzieci: dwóch synów – Leviego (ur. 2008) i Livingstona (ur. 2012) oraz córkę Vidę (ur. 2010).
McConaughey jest chrześcijaninem i uczęszcza do kościoła ponadwyznaniowego.

## Filmografia
Filmy
| Rok  | Tytuł                                                                                              | Rola                                     | Reżyser             |
| ---- | -------------------------------------------------------------------------------------------------- | ---------------------------------------- | ------------------- |
| 1993 | Mój chłopak zombie (My Boyfriend's Back)                                                           | chłopak nr 2                             | Bob Balaban         |
| 1993 | Uczniowska balanga (Dazed and Confused)                                                            | David Wooderson                          | Richard Linklater   |
| 1994 | Anioły na boisku (Angels in the Outfield)                                                          | Ben Williams                             | William Dear        |
| 1995 | Teksańska masakra piłą mechaniczną: Następne pokolenie (The Return of the Texas Chainsaw Massacre) | Vilmer Slaughter                         | Kim Henkel          |
| 1995 | Chłopaki na bok (Boys on the Side)                                                                 | oficer Abe Lincoln                       | Herbert Ross        |
| 1995 | Ostatni dzwonek (Glory Daze)                                                                       | pracownik wypożyczalni ciężarówek        | Rich Wilkes         |
| 1995 | Scorpion Spring – gniazdo skorpionów (Scorpion Spring)                                             | El Rojo                                  | Brian Cox           |
| 1996 | Na granicy (Lone Star)                                                                             | Buddy Deeds                              | John Sayles         |
| 1996 | Czas zabijania (A Time to Kill)                                                                    | Jake Tyler Brigance                      | Joel Schumacher     |
| 1996 | Pięć ton i on (Larger Than Life)                                                                   | Tip Tucker                               | Howard Franklin     |
| 1997 | Amistad                                                                                            | Roger Sherman Baldwin                    | Steven Spielberg    |
| 1997 | Kontakt (Contact)                                                                                  | Palmer Joss                              | Robert Zemeckis     |
| 1998 | Bracia Newton (The Newton Boys)                                                                    | Willis Newton                            | Richard Linklater   |
| 1998 | Robienie kanapek (Making Sandwiches, film krótkometrażowy)                                         | Bud Hoagie                               | Sandra Bullock      |
| 1998 | The Rebel (film krótkometrażowy)                                                                   |                                          | Matthew McConaughey |
| 1999 | Ed TV (EDtv)                                                                                       | Ed Pekurny                               | Ron Howard          |
| 2000 | U-571                                                                                              | por. Andrew Tyler                        | Jonathan Mostow     |
| 2001 | Powiedz tak (The Wedding Planner)                                                                  | dr Steven James „Steve” / „Eddie” Edison | Adam Shankman       |
| 2001 | Ręka Boga (Frailty)                                                                                | Fenton Meiks / Adam Meiks                | Bill Paxton         |
| 2002 | Trzynaście rozmów o tym samym (Thirteen Conversations About One Thing)                             | Troy                                     | Jill Sprecher       |
| 2002 | Władcy ognia (Reign of Fire)                                                                       | Denton Van Zan                           | Rob Bowman          |
| 2003 | Jak stracić chłopaka w 10 dni (How to Lose a Guy in 10 Days)                                       | Ben Barry                                | Donald Petrie       |
| 2003 | Małe jest piękne (Tiptoes)                                                                         | Steven Bedalia                           | Matthew Bright      |
| 2005 | Sahara                                                                                             | Dirk Pitt                                | Breck Eisner        |
| 2005 | Podwójna gra (Two for the Money)                                                                   | Brandon Lang                             | D.J. Caruso         |
| 2005 | Wspaniałe pustkowie. Spacer po Księżycu 3D (Magnificent Desolation: Walking on the Moon 3D)        | Alan Bean (głos)                         | Mark Cowen          |
| 2006 | Miłość na zamówienie (Failure to Launch)                                                           | Tripp                                    | Tom Dey             |
| 2006 | Męski sport (We Are Marshall)                                                                      | Jack Lengyel                             | McG                 |
| 2008 | Nie wszystko złoto, co się świeci (Fool's Gold)                                                    | Ben „Finn” Finnegan                      | Andy Tennant        |
| 2008 | Surfer (Surfer Dude)                                                                               | Steve Addington                          | S.R. Bindler        |
| 2008 | Jaja w tropikach (Tropic Thunder)                                                                  | Rick Peck                                | Ben Stiller         |
| 2009 | Duchy moich byłych (Ghosts of Girlfriends Past)                                                    | Connor Mead                              | Mark Waters         |
| 2011 | Prawnik z lincolna (The Lincoln Lawyer)                                                            | Mick Haller                              | Brad Furman         |
| 2011 | Bernie                                                                                             | Danny Buck Davidson                      | Richard Linklater   |
| 2011 | Zabójczy Joe (Killer Joe)                                                                          | detektyw Joe „Killer Joe” Cooper         | William Friedkin    |
| 2012 | Uciekinier (Mud)                                                                                   | Mud                                      | Jeff Nichols        |
| 2012 | Magic Mike                                                                                         | Dallas                                   | Steven Soderbergh   |
| 2012 | Pokusa (The Paperboy)                                                                              | Ward Jansen                              | Lee Daniels         |
| 2013 | Witaj w klubie (Dallas Buyers Club)                                                                | Ron Woodroof                             | Jean-Marc Vallée    |
| 2013 | Wilk z Wall Street (The Wolf of Wall Street)                                                       | Mark Hanna                               | Martin Scorsese     |
| 2014 | Interstellar                                                                                       | Cooper                                   | Christopher Nolan   |
| 2015 | Morze drzew (The Sea of Trees)                                                                     | Arthur Brennan, mąż Joan                 | Gus Van Sant        |
| 2016 | Rebeliant (Free State of Jones)                                                                    | Newton Knight                            | Gary Ross           |
| 2016 | Kubo i dwie struny (Kubo and the Two Strings)                                                      | Beetle (głos)                            | Travis Knight       |
| 2016 | Sing                                                                                               | Buster Moon (głos)                       | Garth Jennings      |
| 2016 | Gold                                                                                               | Kenny Wells                              | Stephen Gaghan      |
| 2017 | Mroczna Wieża (The Dark Tower)                                                                     | Człowiek w Czerni Walter Padick          | Nikolaj Arcel       |
| 2018 | Kokainowy Rick (White Boy Rick)                                                                    | Richard Wershe Sr.                       | Yann Demange        |
| 2019 | Przynęta (Serenity)                                                                                | John Mason / Baker Dill                  | Steven Knight       |
| 2019 | Plażowy haj (The Beach Bum)                                                                        | Moondog, mąż Minnie i ojciec Heather     | Harmony Korine      |
| 2019 | Dżentelmeni (The Gentlemen)                                                                        | Michael „Mickey” Pearson                 | Guy Ritchie         |
| 2019 | Between Two Ferns: Film (Between Two Ferns: The Movie)                                             | w roli samego siebie (Cameo)             | Scott Aukerman      |
| 2021 | Sing 2                                                                                             | Buster Moon (głos)                       | Garth Jennings      |

Seriale
| Rok       | Tytuł                                                   | Rola                   | Sieć telewizyjna |
| --------- | ------------------------------------------------------- | ---------------------- | ---------------- |
| 1992      | Niewyjaśnione tajemnice (Unsolved Mysteries)            | Larry Dickens          | NBC              |
| 1999      | Bobby kontra wapniaki (King of the Hill)                | Rad Thidbodeaux (głos) | Fox              |
| 2000      | Seks w wielkim mieście (Sex and the City)               | w roli samego siebie   | HBO              |
| 2001      | Zaginione dinozaury Egiptu (The Lost Dinosaurs of Egyp) | narrator (głos)        | A&E              |
| 2003      | Saturday Night Live                                     | gospodarz              | NBC              |
| 2010–2012 | Mogło być gorzej (Eastbound & Down)                     | Roy McDaniel           | HBO              |
| 2014      | Detektyw (True Detective)                               | Rustin „Rust” Cohle    | HBO              |
| 2015      | Saturday Night Live                                     | gospodarz              | NBC              |

Teledyski
| Rok  | Tytuł                                   | Wykonawca                       | Rola              |
| ---- | --------------------------------------- | ------------------------------- | ----------------- |
| 1992 | „Walkaway Joe”                          | Trisha Yearwood / Don Henley    | Walkaway Joe      |
| 1996 | „Key West Intermezzo (I Saw You First)” | John Mellencamp                 | główna rola męska |
| 2012 | „Synthesizers”                          | Butch Walker / The Black Widows | David Wooderson   |

## Nagrody
- Nagroda Akademii Filmowej Najlepszy aktor pierwszoplanowy: 2014 Witaj w klubie
- Złoty Glob Najlepszy aktor pierwszoplanowy: 2014 Witaj w klubie
- Nagroda Gildii Aktorów Ekranowych Wybitny występ aktora w roli pierwszoplanowej: 2014 Witaj w klubie
- Saturn Najlepszy aktor: 2013 Zabójczy Joe
- MTV Movie Award Najlepsza rola przełomowa: 1997 Czas zabijania